# Izmaił Korostowiec
Izmaił Władimirowicz Korostowiec, ros. Измаил Владимирович Коростовец (ur. 1 sierpnia 20 lipca?/1 sierpnia 1863 w guberni sankt-petersburskiej, zm. 17 marca 1933 w Poznaniu) – rosyjski urzędnik państwowy i wojskowy (generał porucznik), historyk wojskowości.

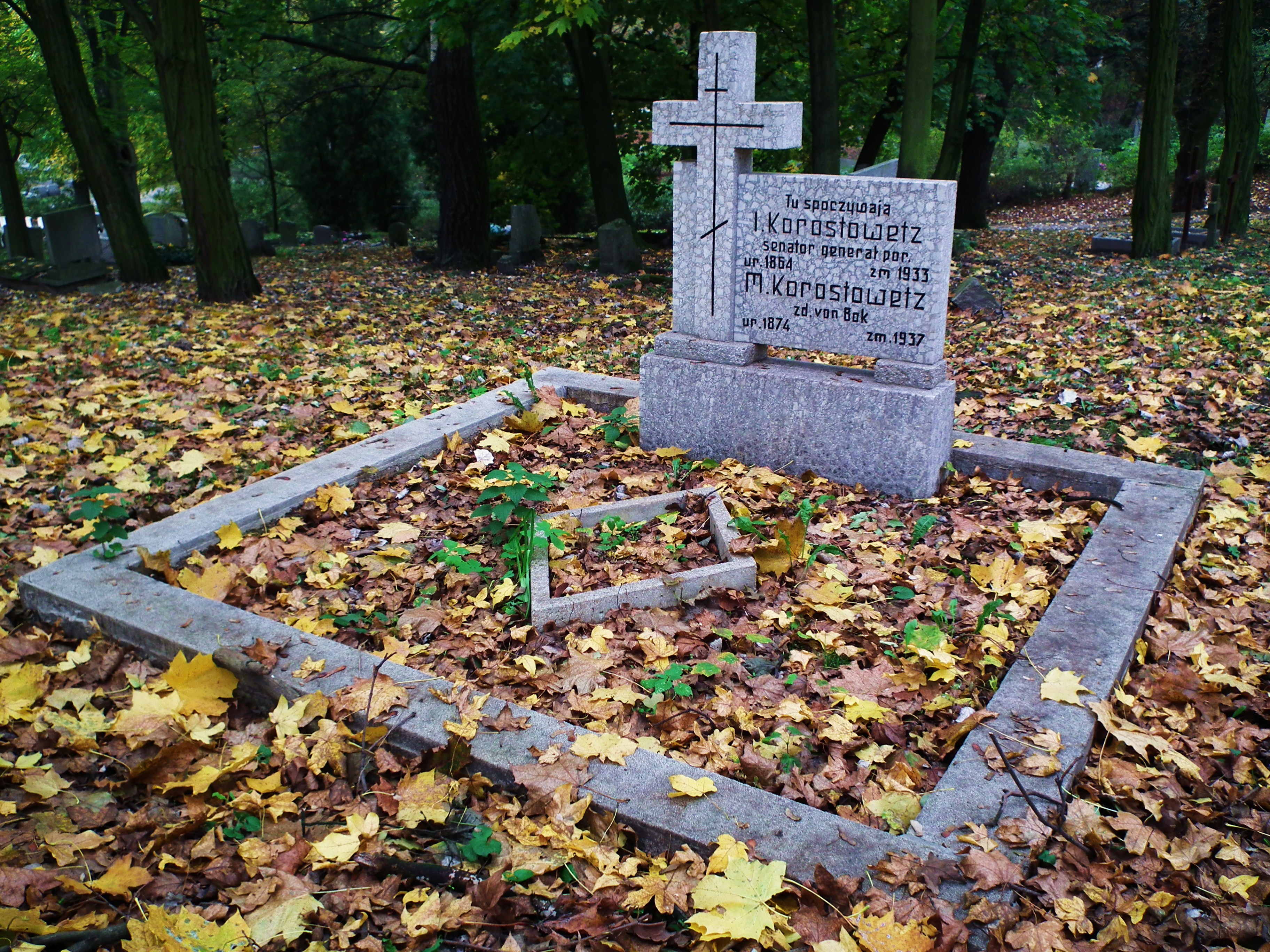
Grób na Garnizonowym Cmentarzu Prawosławnym na stokach Cytadeli w Poznaniu

W 1884 r. ukończył Korpus Paziów. Służył w stopniu podporucznika w lejbgwardii Pułku Prieobrażeńskiego. W 1888 r. awansował na porucznika, w 1895 r. na sztabskapitana, zaś w 1900 r. na kapitana. Zajmował się historią rosyjskiej wojskowości. W 1890 r. napisał książkę pt. „Prieobrażency”, opisującą historię pułku. Od końca września 1903 r. w stopniu podpułkownika pełnił funkcję wicegubernatora kurlandzkiego. W 1904 r. mianowano go pułkownikiem. W połowie lipca 1907 r. został gubernatorem estlandzkim. W 1910 r. awansował na generała majora. Na początku listopada 1915 r. został senatorem do spraw departamentu heroldii. W 1916 r. mianowano go generałem porucznikiem. Podczas wojny domowej w Rosji wyjechał do Polski. Był odznaczony Orderem Świętego Włodzimierza III i IV klasy, Orderem Świętej Anny I i II klasy, Orderem Świętego Stanisława I i III klasy i Królewskim Orderem Wiktoriańskim. Zmarł w Poznaniu. Jest tam pochowany na Prawosławnym Cmentarzu Garnizonowym.